# Robinson Crusoé (bande dessinée)
Pour les articles homonymes, voir Robinson Crusoé.
Robinson Crusoé est une série de bande dessinée adaptée du roman éponyme de Daniel Defoe.
- Scénario, dessins et couleurs : Christophe Gaultier

## Albums
- Tome 1 (2007)
- Tome 2 (2007)
- Tome 3 (2008)

## Publication

### Éditeurs
- Delcourt (Collection Ex-Libris) : Tomes 1 à 3 (première édition des tomes 1 à 3).